# Helena Petrovna van Servië

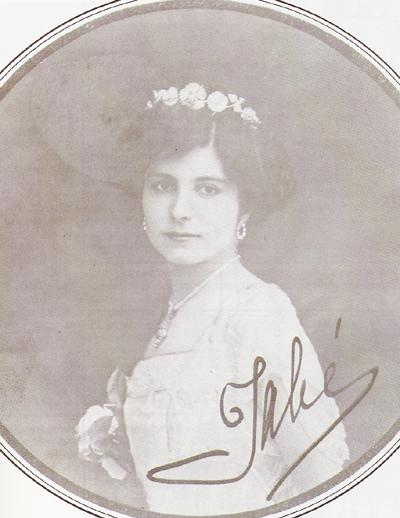
Helena Petrovna van Servië

Helena Karađorđević (Servisch: Јелена Карађорђевић) (Cetinje, 23 oktober 1884 – Nice, 16 oktober 1962), prinses van Servië uit het huis Karađorđević, was de dochter van Peter I van Joegoslavië en Zorka Petrović-Njegoš. Haar moeder was een dochter van Nicolaas I van Montenegro.
Ze trouwde in 1911 te Sint-Petersburg, Rusland, met grootvorst Ivan Konstantinovitsj van Rusland, een achterkleinzoon van tsaar Nicolaas I van Rusland. Het was een erg gelukkig huwelijk, waaruit twee kinderen voorkwamen: prins Vsevolod Ivanovitsj (1914-1973) en prinses Catharina Ivanova (1915-2007).